# Harmonica diatonique simple
 (juillet 2020).
Si vous disposez d'ouvrages ou d'articles de référence ou si vous connaissez des sites web de qualité traitant du thème abordé ici, merci de compléter l'article en donnant les références utiles à sa vérifiabilité et en les liant à la section « Notes et références ».
L'harmonica diatonique à lame simple, ou harmonica diatonique simple, est le plus ancien et le plus populaire modèle d'harmonica. Inventé dans les années 1820, il est issu de l'évolution d'un instrument chinois très ancien : le sheng. Son industrialisation prend réellement son essor en 1896 avec la commercialisation du « Marine Band » en Amérique par Hohner. D'abord conçu comme un jouet aux possibilités limitées, l'harmonica s'émancipe progressivement de ses limitations pour devenir un instrument à part entière.
L'appellation diatonique est liée au fait que cet instrument était initialement conçu pour produire les notes de la gamme majeure diatonique (gamme de sept notes) sur une tessiture de trois octaves (une octave grave, médium et une aigüe).
Ainsi, par exemple, sur un harmonica diatonique 10 trous en do en soufflant et en aspirant du grave à l'aigu, on produira les sept notes de la gamme majeure de do : do, ré, mi, fa, sol, la, si et ce sur les trois octaves de l'instrument, à l'exception de certaines notes absentes dans le grave et l'aigu (tessiture d'un harmonica en do : do4 à do7).
Pour compenser les limitations tonales de l'instrument, l'harmonica diatonique a été décliné dans les 12 tonalités majeures. Si contraignant soit le changement d'harmonica, il a aussi un avantage majeur : celui de permettre au joueur de transposer directement un morceau, voire une phrase, de la tonalité d'origine vers celle du nouvel harmonica, sans avoir à les réapprendre.
Dès les années 1920-30, l'absence de certaines notes chromatiques a conduit les joueurs de blues afro-américains à inventer de nouvelles techniques pour produire, par altération, les notes bémolisées du blues.

## Univers du diatonique et spécificité
L'harmonica diatonique est un instrument très compact (d'une douzaine de centimètres de longueur), très populaire en raison de la modicité de son coût (entre 30 et 40 euros pour un modèle courant convenable) et de sa mobilité (on peut l'emporter avec soi dans la poche et en jouer en tout lieu). 

Dans l'imaginaire, il est associé bien évidemment au blues des Afro-Américains, avec les fantômes de l'esclavagisme et du ségrégationnisme, mais il est également rattaché au mythe du nomadisme américain, cow-boys et « hobos » en tête. Il est donc d'une part un instrument acoustique « root » renvoyant aux racines musicales américaines qu'elles soient blues, country ou folk et de l'autre, un instrument plus moderne, qui via un micro et une amplification, s'inscrit dans la tradition plus récente du chicago-blues et du blues-rock, développée au milieu du XXe siècle. En ce sens, il se distingue d'une autre tradition musicale née dans les années 1920-30, celle du swing, musette ou classique, de l'harmonica chromatique, ou de celle, plus folklorique des harmonicas diatoniques à anche double (trémolo ou octave), beaucoup moins répandue aujourd'hui.
L'harmonica diatonique simple s'inscrit dans une tradition autodidacte plus ou moins orale et reste d'essence plutôt populaire, tandis que l'harmonica chromatique, autrefois très populaire, poursuit désormais l'héritage des musiques savantes ou écrites, impliquant un apprentissage a priori plus académique. Malgré une appellation commune qui les identifie à une même famille instrumentale, ces deux instruments sont éminemment différents (répartition des notes et des intervalles, sonorité, "typage" stylistique).
L'harmonica diatonique souffre lui-même d'un déficit de considération lié aux stéréotypes qu'il véhicule (allure de petit jouet, association à l'amateurisme ou à l'amusement, instrument d'accompagnement folk ou cantonné à des effets expressifs : wha-wha, trémolo…). Son statut d'instrument véritable et d'instrument soliste n'est pas toujours partagé par le grand public. Aujourd'hui, il tend via des évolutions de l'instrument à lui-même (des modèles de série un peu plus fiables, des harmonicas de luthiers soignés et performants (Raymond Brodur, Christophe Dortel...)) et de nouvelles techniques de jeu (overblow, altérations valvées ou rendues possibles grâce à de nouveaux mécanismes) à investir des univers musicaux plus variés et à pousser plus en avant son potentiel instrumental.

## Caractéristiques générales

### Composants et montage de l'harmonica
L'harmonica diatonique, initialement fixé par de petites pointes, est aujourd'hui entièrement démontable à l'aide d'un simple tournevis. Cela répond à des nécessités d'entretien ou de réglages car il n'est pas rare qu'une anche se bloque accidentellement. Par ailleurs, cela permet le changement des plaques d'anches qui évite le rachat complet de l'instrument, même si en pratique, sur les modèles courants, cette opération n'a qu'un faible intérêt économique.

L'harmonica est constitué d'un sommier (comb, c'est-à-dire peigne en anglais) en bois ou en plastique, sur lequel se fixent deux plaques métalliques. Chaque plaque comporte 10 perforations pour recevoir les anches, qui sont des lamelles métalliques fixées par rivets ou soudures sur l'un des bords, dont les extrémités libres vibrent au passage de l'air émis par le joueur. La plaque fixée sur la face supérieure du sommier supporte les anches les plus graves qui réagissent au souffle. La plaque inférieure a des anches plus courtes et aiguës qui réagissent à l'aspiration. L'ensemble s'ajuste en "sandwich" et se fixe grâce à une visserie traversante (3 à 6 vis). Les dents creuses du sommier, surmontées des plaques, constituent des "chambres" pour guider l'air de la bouche vers les anches. Deux capots vissés aux deux extrémités du sommier achèvent de réaliser par pression la (relative) étanchéité de l'instrument. Les capots servent aussi de légère caisse de résonance et guident le son émis par les anches pour qu'il ressorte en direction du public. Parfois de légères ouïes latérales constituent un "retour" sonore pour que le musicien s'entende mieux jouer. Chaque capot supérieur comporte, embouti en creux, le numéro de chaque trou de 1 à 10, pour que le joueur le plus novice puisse se repérer (il s'agit des numéros utilisés dans les tablatures pour ne pas avoir à recourir au solfège et aux partitions). Enfin, une lettre, en chiffrage international, indique la tonalité de l'harmonica sur le capot ou sur l'un des chants du sommier (C pour Do, A pour La, par exemple…).
Lors du démontage, on remarquera que les anches de la plaque supérieure sont fixées côté sommier, rivets vers l'embouchure et extrémités libres des anches orientées sur le fond du sommier. Elles suivent le flux d'air soufflé du joueur.

Sur la plaque inférieure en revanche, les anches sont tête-bêche, fixées sur la face visible de la plaque, rivets au loin, extrémités vibrantes sur l'avant. 

Cette disposition est dictée par la nécessité de différencier le déclenchement des anches en fonction du souffle, cette fois-ci aspiré. En fait si les anches étaient dans le même sens, elles se déclencheraient simultanément lorsque le joueur souffle et ne seraient que très peu réactives sans surcroît d'effort à l'aspiration (ce surcroît d'effort correspond à l'overblow ou à l'altération, voir plus bas).

Dans les premiers temps, lors d'un remontage après démontage (pour nettoyage ou réparation), il n'est pas rare d'hésiter sur le sens de montage des plaques vu leur apparente symétrie.

### Dissymétrie des octaves
L'harmonica diatonique à 10 trous a une tessiture de 3 octaves équivalente à celle d'un harmonica chromatique 12 trous.
Dans le cas de l'accordage Richter, la répartition des notes aspirées dans les trois octaves, en partie liée à la nécessité de pouvoir produire l'accord de quinte en aspirant dans les premiers trous, n'est pas symétrique. En outre, le changement qui s'opère sur la troisième octave, les notes les plus graves étant aspirées au lieu d'être soufflées, créé une rupture entre les deux premières octaves et la plus aiguë. Ce manque de continuité rend parfois inconfortable certaines situations de jeu. De nombreux joueurs se limitent donc à la portion la plus continue et la plus expressive, des octaves grave et médium aspirées.
- Sur les 6 premiers trous, la note soufflée est plus basse que la note aspirée ; au contraire sur les 4 derniers trous, la note soufflée est plus aiguë que la note aspirée. L'enchaînement des notes de la gamme du grave à l'aigu, de soufflé-aspiré, anche du haut-anche du bas, devient donc totalement inversé à partir du trou 7. On joue désormais les notes de bas en haut, d'aspiré en soufflé.
- Le trou 2 aspiré produit la même note - et à la même hauteur - que le trou 3 soufflé : la quinte de la tonique, par exemple un sol sur un harmonica en do. Il résulte que sur un harmonica en Do, le Mi soufflé du trou 2 est suivi d'un Sol aspiré avec une note manquante (le Fa) qu'il faudra altérer, et le Sol soufflé du 3 est suivi d'un Si aspiré sans le La intermédiaire. À l'inverse, dans l'octave suivante, à partir du trou 4, toutes les notes de la gamme se succèdent normalement à l'exception de l'inversion du trou 7.
- La troisième octave est quasiment complète hormis la 7e note de la gamme majeure, le Si, qui ne s'obtient qu'en altérant.

Cette spécificité de l'instrument accordé façon Richter, fait qu'une même mélodie va se jouer selon un schéma de déplacement différent dans chaque octave. En revanche, l'instrument étant décliné dans chaque tonalité, un joueur peut transposer automatiquement un morceau appris sur les trois octaves dans les onze autres tonalités en changeant simplement d'instrument (puisque chacun des harmonicas, en accordage standard, a strictement la même disposition d'intervalles quelle que soit la tonalité).
Tout ceci n'est plus forcément vrai pour d'autres options d'accordages, comme l'accordage diminué par exemple. Cet accordage diminué (basée sur la gamme octa-tonique diminuée) est beaucoup plus symétrique et ne nécessite pas de techniques ardues pour obtenir un chromatisme complet. Par contre, il est très peu intuitif (à la différence de l'accordage Richter, par exemple) et demande un gros travail de "ré-apprentissage" pour quiconque serait séduit par sa symétrie...

## Accordage

### L'accordage courant "Richter" et l'accordage diminué
L'accordage Richter (du nom du concepteur de l'accordage) est le plus répandu pour les harmonicas diatoniques, ceux-ci comportant en général 10 trous (des modèles de 12 et 14 trous, avec une tessiture étendue dans les graves existent, mais sont moins répandus).
L'accordage Richter est un accordage majeur (fondé sur une gamme diatonique majeure, voir plus bas caractéristiques harmoniques) mais comme on le verra, un harmonica diatonique permet un jeu selon plusieurs "positions" qui autorisent des passages dans des modes mineurs.
Sur chacun de ces trous, il est possible de souffler, ou d'aspirer, et donc de produire 2 notes par trou en faisant réagir l'une ou l'autre des anches. C'est ainsi qu'un harmonica diatonique 10 trous peut jouer 20 notes différentes de base (19 en réalité car la note de quinte est redoublée dans la première octave pour pouvoir jouer l'accord de quinte aspiré).
Il existe plusieurs tonalités d'accordage Richter qui correspondent aux demi-tons dans la musique occidentale en occident. En termes de modèles et de tonalités d'harmonica, cela donne du modèle le plus grave au plus aigu : Sol, La, La, Si, Si, Do, Ré, Ré, Mi, Mi, Fa, Fa.
Un joueur qui voudrait jouer dans toutes les tonalités doit donc se munir d'un jeu de 12 harmonicas qu'il utilisera à tour de rôle en fonction des tonalités des morceaux abordés (même si en réalité, certaines tonalités sont plus utilisées et d'autres très rarement).
Nous décrirons donc la disposition des notes de l'accordage Richter plus abstraitement en termes de degré selon les intervalles toujours constants qui séparent les notes, quelle que soit la tonalité.
Ainsi la tonalité de l'harmonica sera notée I dans notre exemple.
L'accordage diminué, lui, se fonde sur une gamme octa-tonique dite diminuée, qui permet d'obtenir une disposition des notes très symétrique (voir disposition plus loin).
Notes d'un harmonica diatonique (accordage Richter) indiquées en degré (sans les altérations)
| notes soufflées | I  | III | V   | I  | III | V  | I   | III | V  | I  |
| numéro du trou  | 1  | 2   | 3   | 4  | 5   | 6  | 7   | 8   | 9  | 10 |
| notes aspirées  | II | V   | VII | II | IV  | VI | VII | II  | IV | VI |

Notes d'un harmonica diatonique (accordage diminué) indiquées en degré (sans les altérations)
| notes soufflées | Vb  | VI  | I  | IIIb | Vb  | VI  | I  | IIIb | Vb  | VI  |
| numéro du trou  | 1   | 2   | 3  | 4    | 5   | 6   | 7  | 8    | 9   | 10  |
| notes aspirées  | VIb | VII | II | IV   | VIb | VII | II | IV   | VIb | VII |

| b |

#### Caractéristiques harmoniques de l'accordage Richter
Cette disposition permet d'obtenir les caractéristiques harmoniques suivantes :
- Les trous soufflés de l'harmonica sont les notes de l'accord majeur de la tonique : la tonique elle-même, sa tierce et sa quinte.

Sur notre harmonica en do par exemple, on a ainsi une succession de « do-mi-sol ». Ainsi, le joueur, s'il prend au moins trois trous en bouche, soufflera toujours cet accord majeur (avec renversement ou non) quelle que soit sa position sur les octaves.
- Les 5 premiers trous aspirés de l'harmonica sont les notes de l'accord majeur septième de la quinte.

Nous retrouvons ainsi sur notre harmonica en do : le sol (qui devient alors la tonique de l'accord), le si qui est sa tierce, et le ré qui est sa quinte. Nous avons d'ailleurs accès à un ré plus grave que notre sol et un ré plus aigu, nous permettant ainsi un second renversement.
Enfin sur le cinquième trou aspiré se trouve un fa, qui est la septième mineure de l'accord de sol. Avec ce Fa, ajouté au reste des notes, nous obtenons désormais l'accord septième, qui étend l'accord parfait.

Le Sol déjà présent sur le 3e trou soufflé, est donc redoublé sur le 2e trou aspiré, aux seules fin de produire l'accord de quinte majeur.
- Sur les trous 4, 5 et 6, ainsi que 8, 9 et 10 sont disposées les notes de l'accord mineur du second degré de la gamme (le Ré pour un harmonica en Do).

Pour notre harmonica do, ce seront le ré (qui est notre tonique d'accord ici), le fa (sa tierce mineure) et le la (sa quinte), ce qui donne un accord de ré mineur.
- En ajoutant le 3e ou le 7e trou aspiré, soit le si, à notre accord de ré mineur sur l'harmonica do, nous obtenons un accord de Dm6 (ré mineur 6), ou encore Bm75 (si mineur 7, bémol 5), accord identique à une inversion près.

Nous avons ainsi accès à 2 accords majeurs et un accord mineur (ainsi que quelques variantes) aisément sur un harmonica diatonique, simplement en soufflant ou aspirant plusieurs trous en même temps.
Les autres accords (potentiellement tous selon la maîtrise de l'instrument) sont jouables en arpèges uniquement.
Ces quelques accords permettent cependant déjà une bonne aide pour le jeu rythmique ou d'accompagnement.

### Caractéristiques harmoniques de l'accordage diminué
En termes de jeu simultané, les accords mineurs diminués tel que Do Mib Solb sont facilités. Cette caractéristique explique le "penchant" qu'a cet accordage à s'exprimer dans les musiques mineures...

## Jouer

### Les bases préliminaires
La posture du corps, la mise en bouche et la tenue de l'harmonica, la façon de respirer, sont considérées à tort comme des généralités évidentes. Peu parlantes pour le débutant, elles sont pourtant une garantie pour pouvoir progresser et développer tant la technique de jeu qu'une bonne sonorité.

### La respiration
La particularité de l'harmonica, contrairement aux autres instruments à vent, réside dans le fait qu'il met en jeu un souffle expiré et inspiré. Une mauvaise inspiration des notes aspirées surtout quand elles sont enchaînées sans notes soufflées intermédiaires pour pouvoir expirer l'air, entraîne rapidement un effet de suffocation.

Trait commun aux autres instruments à vent, l'harmonica demande au joueur de substituer à la respiration thoracique naturelle (celle des poumons) la respiration ventrale, plus profonde. Ainsi, les capacités respiratoires du joueur sont accrues.

L'harmonica contrairement à ce que l'on croit ne nécessite que très peu d'air pour provoquer le déclenchement des notes. Il faut donc apprendre à optimiser son débit d'air pour ne pas le gaspiller et essayer de respirer "naturellement" à travers l'harmonica sans trop dissocier les notes soufflées et aspirées. L'idéal, en terme mélodique, est de pouvoir jouer "lié" (legato) sans que l'on puisse entendre si les notes sont soufflées ou aspirées.

Une bonne embouchure avec une gorge bien déployée et une bonne étanchéité des lèvres, une bonne posture, une bonne tenue de l'harmonica, sont autant d'éléments qui permettent d'éviter les problèmes de respiration ou de sonorité rencontrés. Ces aspects sont donc absolument solidaires du travail de respiration ventrale qu'ils complètent.

### La posture du corps
Il faut veiller à se tenir bien droit pour bien exploiter sa "colonne" d'air en ayant un bon aplomb entre la gorge et le ventre. De la même manière, il faut éviter de jouer trop voûté ou incliné, car d'une part l'inclinaison de l'harmonica est propice à l'accumulation de salive et parce qu'en outre, le son ne se projette pas bien en direction des auditeurs potentiels.

Un autre aspect, complémentaire des précédents, consiste à ne pas trop étouffer le son de l'harmonica. Il ne faut pas trop enfermer l'instrument entre les mains et au contraire, penser à se servir de celles-ci pour projeter le son vers l'auditoire. Les mains vont jouer le rôle d'une caisse de résonance, un peu comme le pavillon d'un instrument à vent, qu'il faudra veiller à ouvrir alternativement afin de laisser le son prendre son ampleur.

### La tenue de l'harmonica
La norme la plus courante est de tenir l'harmonica horizontalement, bien droit, avec les notes les plus graves à gauche (trou 1 à gauche).

Pour ce faire, on place l'index de la main gauche le long du capot supérieur et le pouce le long du capot inférieur (et inversement si l'on est gaucher). Une fois l'harmonica pris en pince entre ces 2 doigts, le reste de la main gauche forme avec la main droite une "coupe" autour de l'harmonica. Cette coupe va alternativement jouer le rôle de sourdine ou au contraire, en s'ouvrant, faire caisse de résonance. C'est la main droite, mais également les doigts libres de la main gauche, qui vont pouvoir s'ouvrir et se refermer par intermittence afin de produire des effets de volume ou d'expression. La main droite, plus spécifiquement libre, va contribuer à une large palette d'effets expressifs (voir plus bas): trémolo, chorus, wha-wha, etc.
L'harmonica diatonique étant un instrument en grande partie autodidacte, il existe nombre de tenues non orthodoxes, parfois équivalentes (tenue instrument renversé avec les aigus à gauche au lieu des graves), ou ayant juste des fins de démonstration dans des contextes de divertissement (la « tenue en cigare »). Néanmoins, elles demeurent anecdotiques et ne sauraient faire valeur d'exemple. La tenue préconisée la plupart du temps, est une tenue de "bon sens" destinée à faciliter l'apprentissage même si des aménagements personnels sont toujours envisageables en fonction du confort de jeu.

### L'embouchure
On désigne par ce terme la façon de prendre l'harmonica "en bouche". L'objectif d'une bonne embouchure est de produire la meilleure sonorité possible sans affecter ni la justesse des notes produites ni la qualité du timbre et en tirant parti au maximum de son souffle sans efforts superflus.

Une recommandation courante consiste à bien rentrer l'harmonica dans la bouche, assez profondément en ouvrant la mâchoire inférieure et en couvrant le capot supérieur avec la lèvre supérieure. Il faut veiller à ce que les lèvres comme les joues soit bien relaxées, sans crispation excessive, sans quoi la qualité du son émis sera faussée. L'élasticité des lèvres permet d'assurer une bonne étanchéité autour de l'instrument.

Un plaquage correct des lèvres et de leurs commissures contre le chant du sommier évite les fuites d'air ou les débordements de l'air projeté sur les trous voisins. C'est une sorte de "ventouse" dont on va sensiblement accuser la force à mesure que l'on monte dans le registre aigu (à fortiori pour les altérations aigües dans les derniers trous).

Pour éviter les échauffements et les brûlures qui peuvent découler du mouvement latéral de l'harmonica, il faut veiller à bien s'humecter l'intérieur des lèvres et à bien mettre en contact la partie humide de celles-ci contre l'instrument.
Dans certains cas, on préconise d'incliner l'harmonica légèrement de manière à établir une continuité plus directe avec le débit d'air provenant de la gorge. D'autres joueurs recommandent au contraire une tenue très droite afin de faciliter les déplacements latéraux sur l'instrument et pour ne pas prendre de mauvaises habitudes de jeu (inclinaison excessive durant les altérations, etc.)

## Les deux techniques de jeu principales
L'harmonica repose sur deux techniques de jeu principales. Chaque joueur opte pour l'une ou l'autre, avec des combinaisons possibles de l'une avec l'autre quand le jeu le requiert.
Il s'agit d'une part du jeu en "Pucker" ou "cul de poule" et d'autre part, du jeu plus traditionnellement blues dit en "tongue blocking" (littéralement : en servant de la langue pour bloquer des trous). 

Ces styles de jeu reposent sur deux formes d'embouchures différentes, l'une avec les lèvres en "pince" et en O, qui isole les notes une à une, l'autre avec un volume de bouche plus large et puissant, qui concilie jeu en accords et jeu mélodique.

L'harmonica diatonique étant un instrument populaire et non académique, la plupart des méthodes ou des recueils reposent sur des tablatures chiffrées qui ne nécessitent pas de savoir lire la musique sous forme de partitions. Les tablatures comportent deux lignes : l'une pour les trous soufflés, l'autre pour les aspirés sur lesquelles sont indiqués les numéros des notes à jouer (pour se repérer, les numéros sont "gravés" sur le capot de l'instrument). L'apprentissage de l'harmonica diatonique repose donc sur des méthodes intuitives et analogiques à la manière des tablatures pour guitare.

La première étape d'apprentissage consiste à savoir reproduire une mélodie note à note en évitant de faire résonner les notes non désirées dans les trous voisins. Plusieurs méthodes existent. La plus courante, qui est aussi la plus simple, est de jouer avec une embouchure "en cul de poule" (voir ci-dessous) dans l'octave médium où sont présentes toutes les notes de la gamme diatonique.

### LePuckerdit aussile jeu en cul de poule
Il s'agit de former un « O » avec ses lèvres comme si vous vouliez siffler.
Cette technique a l'avantage d'être potentiellement plus précise puisque le souffle y est mieux canalisé et que le contrôle de l'embouchure, par les lèvres évite les fuites d'air.
Un autre avantage est de rendre les altérations plus aisées à obtenir, et par extension les overblows.
Cela est notamment dû, au fait que ce type de jeu permet à la langue de se mouvoir plus librement et de moduler plus finement le son, y compris à bas volume.
Le jeu en pucker occasionne souvent un défaut chez nombre d'harmonicistes qui pincent trop la pointe de l'embouchure avec les lèvres et n'ouvrent pas assez leur gorge. Ces mauvaises habitudes de jeu engendrent un son assez pointu avec des notes qui manquent d'ampleur ou de timbre. Pour y remédier, il faut prendre l'harmonica plus profondément en bouche en écartant bien la mâchoire inférieure de manière à rapprocher la gorge pour ne pas étouffer la vibration de l'air.

### LeTongue Blocking
L'autre technique majeure, le tongue blocking est l'une des plus utilisées chez les harmonicistes Blues. Elle découle du jeu en accompagnement à base d'accords (en soufflant ou en aspirant dans 3 ou 4 trous à la fois) dont elle est une variante mélodique. En prenant l'harmonica à pleine bouche et en occultant certains des trous avec la langue, le joueur aura le choix de faire ressortir telle ou telle note de l'accord. Souvent la langue bloque latéralement les trous de manière à isoler un seul trou pour faire résonner une note, soit du côté gauche dans la partie grave, soit du côté droit en direction de l'aigu. Il est donc courant de prendre 4 trous "en bouche" de manière à faire sonner les notes extrêmes, soit simultanément (la langue bloquant les 2 trous centraux), soit alternativement (en faisant glisser la langue de gauche à droite sur trois trous). De cette manière, on peut jouer la même note à l'octave ou faire résonner les deux notes à l'unisson (sur un harmonica en Do, le premier trou soufflé est un Do, et le 4e également un Do mais une octave plus haut).
C'est une technique historique, car c'est souvent de cette manière que les harmonicistes apprenaient à jouer traditionnellement, pour pouvoir passer rapidement du jeu en accompagnement au jeu mélodique.

Cette technique est assez complexe car la langue doit se déplacer avec précision sur les trous, sans se "décoller" ou faire sonner les mauvaises notes. Néanmoins, elle permet d'obtenir un son un peu plus ample et plein.

Le tongue blocking permet également de produire des altérations et, plus difficilement, des overnotes.
Nombre de joueurs contemporains, notamment parmi les joueurs très avancés, utilisent davantage le jeu en "pucker" pour la précision, les nuances et la vélocité qu'il permet. Ils l'associent à des passages en accords ou en octave recourant ponctuellement au tongue blocking.

### Autres techniques

#### Jeu d'accords, d'intervalles, rythmique
En "Pucker" comme en "Tongue blocking", on a la possibilité, soit en élargissant ponctuellement son embouchure pour le premier, soit en faisant varier le nombre de trous bloqués par la langue pour le second, de faire sonner deux notes à la fois (tonique et tierce, tierce et quinte…). De la même manière, en élargissant la bouche ou en décollant la langue, on peut faire sonner des accords entiers, soit en les intercalant individuellement, soit en les enchaînant rythmiquement pour produire un accompagnement. Les possibilités de jeu en accords restent toutefois limitées à quelques accords principaux (voir accordages. Cependant, en élargissant la bouche pour englober plus ou moins de notes, on peut enrichir l'accord de quinte aspiré avec la septième et la neuvième, ou jouer les accords parfaits en renversement…

Le joueur peut donc alterner jeu en accords et jeu mélodique et combiner le jeu en soliste mélodique et celui en accompagnement, davantage rythmique. La langue en occultant et en relâchant alternativement les trous de l'accord peut accentuer et développer le caractère rythmique de l'accompagnement.
En dernier lieu, dans le jeu mélodique note à note, il est fréquent de "jouer sale" ou de "salir" en élargissant la bouche de manière à faire sonner une note voisine, qu'elle soit dissonante ou consonante. Le bruit produit par cet appel ou arrivée d'air dans le trou voisin est semblable, dans une certaine mesure, à un léger effet de saturation qui brouille sensiblement le timbre de la note d'origine. Ce jeu "large" est notamment très usité dans le blues.

## Les altérations
En plus des 19 notes disponibles sur l'harmonica diatonique 10 trous (la note de quinte en 2 aspiré est identique au 3 soufflé), les joueurs peuvent jouer d'autres notes en ajustant leur embouchure et en forçant les anches à vibrer à une hauteur différente. Ils y arrivent principalement en déplaçant la langue dans la bouche de manière à modifier la pression de l'air et partant, la hauteur de la note. Cette technique est appelée « altérations » (bending en anglais).
Grâce aux altérations, on peut atteindre des notes absentes dans la gamme majeure qui ont une couleur mineure. Sur un harmonica en Do, les notes soufflées et aspirées naturelles sont celles de la gamme diatonique de Do majeur. En revanche, en altérant, on peut jouer la pentatonique mineure blues en partant du sol en rajoutant : le Sib (tierce mineure du sol), le Réb (la quinte diminué) en plus du Fa.

L'altération crée aussi un effet de glissando caractéristique, présent chez de nombreux harmonicistes de blues et de country. Sur une guitare, un bend se fait vers le haut. Sur un harmonica, cela se fait (en apparence) vers le bas, en partant de la note la plus aiguë d'un trou vers le ou les demi-tons inférieurs.
Sur un harmonica diatonique, un joueur peut altérer les notes les plus aigües de chaque trou et les faire descendre en direction de la note la plus grave. En d'autres termes, dans les trous 1 à 6, les notes aspirées peuvent être altérées, et dans les trous 7 à 10, les notes soufflées peuvent être altérées. Le trou 3 permet le plus grand écart : l'altération s'étend sur un ton et demi ; sur un harmonica en do par exemple, il est ainsi possible de descendre continument la note aspirée d'un si jusqu’à un la.

Il découle de la technique des altérations que chaque note, soufflée, aspirée ou altérée, peut être légèrement infléchie dans sa hauteur pour donner du relief au phrasé. L'inflexion des notes soufflées de trous 1 à 6, se fait en reculant un peu la langue, de manière à rendre la note un peu plus basse.
Contrairement à ce qui est perçu par le joueur ou l'auditeur, lors d'une altération, c'est l'anche opposée qui se met à réagir (la plus grave des deux), pour se rapprocher de la note aigüe. Ainsi dans une altération aspirée exercée sur le 1, si la note de départ est le Ré aspiré, c'est le Do de l'anche soufflée qui se met à réagir à la pression de l'air et qui devient plus aigu à mesure que la pression s'accroît. La note monte donc jusqu'au Ré/Do. Le phénomène s'explique par le fait que les lamelles se relaient mutuellement : dès que l'on relâche son effort, la lamelle soufflée altérée est relayée par l'anche aspirée qui se met à nouveau à vibrer normalement. 

Si l'on applique la logique des altérations dans le sens inverse, on souffle en pressant de manière à déclencher cette fois la lamelle aspirée, on va produire une note « par-dessus » ou « vers le haut ». On réalise alors un overbending qui permet de faire monter la lamelle aiguë un demi-ton au-dessus : le Ré aspiré en 1 monte jusqu'au Mib/Ré.
Contrairement à ce que l'on croit, produire une altération (ou une overnote) n'exige pas du joueur un énorme effort musculaire (langue, gorge, lèvres) ni une attaque plus forte. Au lieu de cela, le joueur doit décontracter son visage, sa gorge, et produire un son homogène dans ses altérations, pour que celles-ci ne soient pas plus fortes que les notes naturelles qu'il souffle ou qu'il aspire. La justesse de hauteur et de timbre des notes altérées est certainement l'une des grandes difficultés techniques de l'harmonica diatonique d'autant plus que le geste à produire (un mouvement intérieur) est difficile à montrer à un tiers.
Voici les notes que peut produire un harmonica diatonique accordé en do avec les bendings :
| notes soufflées | altérées de    | 1 ton          |    |     |     |    |    |     |    |    |     | si |
| notes soufflées | altérées de    | 1/2 ton        |    |     |     |    |    |     |    | mi | sol | si |
| notes soufflées | normales       | normales       | do | mi  | sol | do | mi | sol | do | mi | sol | do |
| numéro du trou  | numéro du trou | numéro du trou | 1  | 2   | 3   | 4  | 5  | 6   | 7  | 8  | 9   | 10 |
| notes aspirées  | normales       | normales       | ré | sol | si  | ré | fa | la  | si | ré | fa  | la |
| notes aspirées  | altérées de    | 1/2 ton        | ré | sol | si  | ré |    | la  |    |    |     |    |
| notes aspirées  | altérées de    | 1 ton          |    | fa  | la  |    |    |     |    |    |     |    |
| notes aspirées  | altérées de    | 1 ton 1/2      |    |     | la  |    |    |     |    |    |     |    |

Quelques points à noter au sujet des altérations :
- Une altération bien maîtrisée peut être continue. Par conséquent, on obtient en réalité une infinité de notes entre la note aigüe et la note grave puisqu'on peut arriver à sortir toutes les nuances entre ces notes. Dans le système occidental, on se limite en parlant des notes par demi-tons, mais l'harmonica (comme d'autres instruments) est capable de plus de nuances.
- Une conséquence du point précédent est que, concrètement, le joueur peut descendre en dessous de la note altérée pour se rapprocher davantage de la note grave (sans pouvoir l'atteindre toutefois). Cependant, une altération a un son particulier et assez riche qui perd en stabilité en descendant (elle a tendance à sonner plus "forcée" et "détimbrée"). Ainsi, le joueur doit avoir une bonne maîtrise à la fois pour s'arrêter sur la bonne hauteur d'altération et pour ne pas faire sonner les inflexions (ou les altérations) les plus graves trop "forcées".
- Les altérations soufflées (aiguës) ont davantage tendance à « sauter », c’est-à-dire qu'il est plus difficile d'effectuer une descente continue de tonalité. Elles exigent un travail plus subtil que les altérations graves et de manière générale, les changements d'octave implique un travail des altérations sensiblement différent.
- Certains trous ne sont que partiellement altérables dans l'accordage Richter, à savoir le 5 aspiré et le 7 soufflé, les anches de ces trous n'étant distantes que d'un demi-ton (alors que les autres anches sont distantes d'un ton ou plus). En altérant sur ces trous, on obtient logiquement une note qui est environ un quart de ton plus basse. En accentuant, on peut se rapprocher de la note la plus grave (soufflé en 5 ou aspiré en 7), située au demi-ton inférieur. L'altération ici, est davantage une inflexion, mais dans certains contextes musicaux, musique moyen-orientale par exemple, le quart de ton peut s'avérer très utile.

## Les tonalités jouables sur un diatonique
Le problème basique de l'harmonica diatonique est l'absence de certaines notes. Il est a priori limité à jouer la gamme des accords présents : la gamme majeure de l'accord de tonique soufflé ou celle de l'accord de quinte aspiré. C'est la caractéristique des instruments diatoniques par opposition aux instruments entièrement chromatiques.

Pour pallier cela, il existe des techniques décrites plus loin permettant d'obtenir les notes manquantes plus ou moins facilement (altérations et overnotes).
Néanmoins, un même harmonica diatonique permet de jouer dans des tonalités "voisines" de la tonalité de l'instrument. Ces tonalités sont appelées ainsi car, éloignées d'une quinte ou deux quintes par rapport à la tonalité de départ, elles n'ont qu'une ou deux notes de différence, "diésées" ou "bémolisées". C'est le principe des positions. Quand les gammes ou tonalités recherchées sont trop différentes (trop grand nombre de notes de différence) le joueur doit changer de tonalité d'harmonica.

### Les "positions" de jeu
Pour un harmoniciste, le terme de position définit le fait de jouer dans une tonalité donnée en partant de l'une des notes présente sur l'instrument. Les positions, du fait des intervalles existant entre les notes rejoignent partiellement les modes. Chaque position a donc une couleur, mineure ou majeure, en fonction de la note de départ. 

Harmoniquement, les positions fonctionnent de quinte en quinte en partant de la tonalité inscrite sur l'instrument : 

pour un harmonica en Do : Do, Sol, Ré, etc. et pour un harmonica en Ré : Ré, La, Mi, etc. 

On peut se référer au Cycle des quintes pour connaître l'ensemble des 12 positions.
Dans la pratique, seules quelques positions sont fréquemment utilisées :
- la 1re position, majeure, est dans la tonalité de l'harmonica d'où son nom : Do sur un harmonica en Do, gamme majeure ou mode ionien. Elle est utilisée notamment pour des morceaux traditionnels, folk ou country, et pour des mélodies simples.
- la 2e position est de loin la plus pratiquée par les joueurs de blues car elle contient, grâce aux altérations, une gamme pentatonique blues qui a pour fondamentale la quinte (5e note de la gamme, soit le sol sur un harmonica en do). Elle permet de jouer également les accords I et IV dans une cadence blues (soit les accords Sol(7) en aspirant et Do en soufflant sur un harmonica en Do).
- la 3e position, mineure, qui se joue en partant de la seconde par rapport à la tonalité de l'instrument (soit le ré sur un harmonica do).

Les autres positions que l'on utilise sont souvent des gammes mineures relatives issues des gammes majeures, qui ne sont que des variantes mineures des autres positions : le La mineur (4e position découlant de la 1re en Do majeur), le Mi mineur (5e découlant du Sol)…

La 12e position peut être aussi employée du fait de sa proximité avec la 1re (le Fa car il n'a qu'une seule note de différence avec le Do maj. : la quarte du Fa est un Sib au lieu d'un Si naturel). C'est le principe des tonalités voisines qui permet des modulations d'une gamme à sa "voisine".
Pour les joueurs de diatoniques orientés jazz, qui "chromatisent" entièrement l'instrument avec les overnotes, la notion de jeu en position (jeu positionnel) est trop limitative. Elle perd sa pertinence quand les changements de tonalités sont fréquents dans un morceau ou que la grille d'accord implique des improvisations harmoniques plus complexes. Les joueurs préfèrent alors penser davantage en termes de tonalités ou de modes que de positions.

En outre, jouer en position entraîne des réflexes de jeu qui peuvent vite devenir limitatifs pour aborder d'autres répertoires. Néanmoins, le jeu positionnel reste pertinent dans certains contextes, notamment le blues, qui reste le style de prédilection des joueurs d'harmonica diatonique.

## Les effets expressifs

### Attaque et articulation
L'une des difficultés de l'harmonica, que l'on joue en "pucker" ou en "tongue blocking" demeure souvent la liaison entre les notes, le "legato". Naturellement, un joueur va avoir tendance à égrener mécaniquement les notes sans les lier dans un même souffle, soit parce que son embouchure est mauvaise, soit parce qu'il force trop ses attaques en dissociant trop fortement le soufflé de l'aspiré, en articulant involontairement avec la langue, ou par un mouvement réflexe de la glotte.

Le joueur doit donc apprendre à maîtriser ses attaques pour pouvoir jouer lié ou au contraire détaché et éviter que chaque note soit trop saillante. Ce travail se fait en corrigeant une mauvaise embouchure, une mauvaise posture de jeu, une tenue d'instrument inadéquate, ou encore une respiration ventrale trop brutale.
Le déclenchement et l'arrêt des notes peut être contrôlé uniquement par le "ventre" ou la glotte de la gorge, selon le degré de fluidité ou de marquage recherché.
Un autre point important du jeu à l'harmonica est l'articulation des notes.

En effet vous pouvez "émettre des sons" différents en jouant à l'harmonica, ce qui se ressentira dans le son produit.

Vous pouvez donc jouer la même note avec une sonorité pourtant légèrement différente selon que vous prononcerez "pa", "o", "ku", "to", ou toute consonance qui vous passe par la tête.

Les articulations se produisent avec les parties libres de la langue, la pointe en particulier, mais peuvent être aussi déclenchées de manière sensiblement gutturale. Elles permettent de rajouter des nuances expressives et rythmiques aux mélodies, et participent aussi d'effet de détaché entre les notes.

### Wah-Wah
Le wah-wah est l'une des techniques de main les plus connues et populaires de l'harmonica.

Le joueur ouvre et referme alternativement la coupe qu'il forme avec ses mains, libérant avec un effet d'amplification le son de l'harmonica pour l'étouffer en sourdine dans un second temps.

Cela procure un son typique ressemblant à un geignement d'animal ou de bébé qui ferait « wah » ou « ouin », d'où l'appellation de cette technique. L'effet peut être lent, détaché ou au contraire assez rythmique et tonique. Il se rapproche alors sensiblement du trémolo mais avec un effet "chantant" beaucoup plus appuyé.

Ce son peut être accentué par des altérations simultanées ou des sons émis à travers l'harmonica, comme pour beaucoup d'autres techniques.

### Trille
Effet rythmique par excellence, le trille est un motif caractéristique très courant dans la pratique de l'harmonica blues. Il consiste en un jeu alterné très rapidement de deux notes adjacentes, sur un même souffle soit en secouant très rapidement la tête de gauche à droite, soit en faisant glisser l'harmonica de la même manière avec la main. Un autre technique consiste à produire les trilles avec la langue.

Le trille peut être doux et vibrer à la façon d'un trémolo sur un couple de notes tenues à volume moyen voire bas. Au contraire, il peut avoir une fonction de puissante ponctuation rythmique.

### Chorus
L'effet Chorus qui consiste à déplacer rapidement sa main de manière latérale face à l'instrument permet de produire une autre sorte de trémolo quand il est joué de façon très rapide.

### Vibrato et trémolo
Il s'agit de techniques expressives qui consistent à faire « vibrer » la note, en jouant sur son intensité, sa hauteur, parfois les deux à la fois. Plusieurs techniques existent et ne procurent pas le même rendu sonore.
Quand c'est l'intensité qui varie plus que la hauteur (mains, gorge et langue dans certains cas), il s'agit d'un trémolo. Nombre de techniques utilisées dans le blues sont davantage des trémolos que des vibratos.
Quand la hauteur de la note est sensiblement altérée dans un mouvement rapide de va-et-vient, il s'agit alors d'un vibrato (diaphragme, langue, lèvres et mâchoire inférieure dans certains cas…).
Dans les aigus, certains "vibratos" de gorge très amples couvrent un demi-ton et s'apparentent davantage à des trilles "de gorge" qu'à des vibratos stricto sensu.
Ces techniques demandent beaucoup d'entraînement pour obtenir un son agréable et fluide dans les tempos rapides comme dans les lents, où la difficulté, contrairement à ce que l'on pourrait penser, n'est pas moindre.
Trémolo de main
Le trémolo le plus basique consistant à déplacer plus ou moins rapidement une main à l'arrière de l'instrument, jouant ainsi sur l'intensité de sortie du son.
En effet, en refermant complètement les mains autour de l'instrument, le son sera étouffé alors qu'il sera au contraire bien clair (et plus fort) si aucun obstacle ne vient se mettre entre l'arrière de l'instrument - laissant sortir le son - et l'oreille du public.
Trémolo et vibrato de langue
En bouchant et débouchant rapidement le(s) trou(s) joué(s) avec la langue, on hachure le son.
Si la langue est suffisamment rapide, ce trémolo n'est cependant pas trop haché, profitant de l'inertie légère de vibration des lamelles.
Cela reste cependant un trémolo plus net et plus difficile à contrôler qu'avec la main, quoique plus puissant.
En altérant sensiblement la hauteur de la note par un mouvement de langue d'avant en arrière, souvent appuyé par une phonation continue de type "you-you-you-you", on peut également réaliser un vibrato de langue plus subtil et fluide que le trémolo.
Vibrato de gorge
Très utilisé, il consiste à compresser et relâcher alternativement l'arrivée de l'air au niveau de la gorge, en produisant en continu des sons gutturaux rythmiques assez rapides de type "ha-ha-ha-ha" ou "oh-oh-oh-oh".
Là encore, une bonne maîtrise est nécessaire pour éviter de trop hacher le son.
Vibrato de mâchoire
Ce sont les lèvres et principalement la mâchoire inférieure qui vont contribuer tant à l'effet de "vague" du trémolo qu'à abaisser alternativement la hauteur de la note pour produire le vibrato. La mâchoire s'écarte légèrement et se referme dans un mouvement rapide de va-et-vient comme si l'harmoniciste "mordillait" l'instrument. Il peut être combiné à d'autres vibratos de gorge ou de ventre ou participer seulement d'une légère inflexion.
Vibrato de ventre
Cette technique demande un bon contrôle de la respiration ventrale. Elle s'obtient par des mouvements alternés plus ou moins rapides de diaphragme, soit en poussant par le haut (vibrato soufflé) soit en tirant vers le bas (aspiré) selon les mêmes mécanismes de respiration ventrale que pour l'obtention des notes soufflées et aspirées. Comme pour les autres vibratos, la difficulté demeure de faire son vibrato bien en rythme et d'être capable de le produire de manière fluide sur différents tempos, surtout sur des rythmes plus lents et des notes tenues.
Combinaisons des techniques
Il est également possible de combiner plusieurs des techniques existantes entre elles de manière à amplifier l'intensité de l'effet, notamment un effet de main (trémolo ou chorus) avec un vibrato, ou plusieurs vibratos qui se complètent entre eux.

## Les développements contemporains de l’harmonica diatonique

### Le jeu chromatique
Malgré la difficulté relative des techniques mentionnées, certains musiciens professionnels sont capables d'obtenir toutes les notes, diatoniques et chromatiques, sur l'instrument. L'arrivée de l'overblow en particulier a "chamboulé" le monde de l'harmonica. Cette technique a engendré une nouvelle vague d'harmonicistes ayant beaucoup plus recours à l'harmonie, contrairement à "l'école blues" traditionnelle, bien plus empirique et intuitive. On peut également mentionner la technique alternative des altérations valvées qui permet d'obtenir également une "chromaticité" complète sur un harmonica diatonique.
Cependant, beaucoup d'harmonicistes de haut niveau, parmi lesquels certains maîtrisent très bien les overnotes, continuent à jouer sur une grande variété d'harmonicas de tonalités différentes.
On peut l'expliquer par une recherche de facilité, même si les overnotes sont maîtrisées, mais ce sont le plus souvent des recherches de son, de timbre, de tessiture ou de phrasé, qui guident ce choix. Certaines tonalités d'harmonica sont plus graves ou plus aiguës et n'ont pas par conséquent les mêmes tessitures. Certains phrasés dans une tonalité donnés sonneront mieux sur telle ou telle tonalité d'harmonica car ils impliqueront moins de changement de flux d'air, soufflé ou aspiré, pour produire les notes, et sonneront par conséquent plus "homogènes".
Quelles que soient les polémiques que soulève cette évolution de la technique instrumentale chez les harmonicistes, la nécessité de jouer de façon chromatique s'est imposée à certains joueurs qui souhaitaient sortir le diatonique de son carcan stylistique et des clichés attachés à l'instrument. Jusqu'alors, il était cantonné à des styles impliquant peu d'accords et des gammes pentatoniques, majeures ou mineures. La possibilité de produire toutes les notes ouvre la palette stylistique du diatonique. Désormais, il est possible de jouer du jazz ou des musiques populaires plus contemporaines, où les changements d'accords, les modulations, les "bascules" de tonalités, peuvent être fréquents dans un même morceau.

### La technique de l'Overblow
Grâce aux altérations, on est parvenu à jouer partiellement chromatique sur un harmonica mais l'absence de certaines notes cantonnent les harmonicistes à jouer dans les parties de l'instrument où les chromatismes sont présents.

Un harmoniciste blues, jouant en Sol sur un harmonica en Do, pourra jouer la tierce mineure Sib dans le grave et l'aigu mais pas dans le médium, ce qui limite ses possibilités de jeu dans cette portion à moins de sauter la note manquante. De la même façon, le Mib manque dans les deux premières octaves, le Réb n'est présent que dans les deux premières et ainsi de suite.

Cela constitue donc une limitation qui empêche de tirer pleinement partie des 3 octaves de l'harmonica diatonique (de fait dans le blues, c'est principalement la première octave et partiellement le médium qui sont jouées avec des sauts de notes de plus en plus prononcés au-delà). Cela n'a pas empêché des générations de "stylistes" virtuoses de créer un grand nombre de "classiques" dans des registres blues ou country. Néanmoins, cela reste une gêne pour les musiciens désireux d'aborder des répertoires qui nécessitent un usage plus homogène des notes manquantes sur toute la tessiture de l'harmonica.
C'est dans ce contexte que Howard Levy, dans les années 1980, utilisa intensément une technique déjà existante : la technique de l'overbending qui - combinée avec les altérations - permet de jouer la gamme chromatique entière sur chaque octave.
Une note issue de cette technique se retrouve sur un enregistrement de Mean Low Blues par Blues Birdhead datant des années 1927 ou 1929, puis sur d'autres enregistrements par la suite. Des doutes ont parfois émis sur cet antécédent d'overblow : étaient-il intentionnel? le joueur n'avait-il pas simplement changé d'harmonica pour le produire? la qualité de l'enregistrement était-elle fiable (problème récurrent des déviations de fréquence ou des mauvaises vitesses d'enregistrement)? Il existe de toute façons de nombreux enregistrements antérieurs qui montrent l'utilisation plus ou moins ponctuelle de cette technique avant les années 80. Quoi qu'il en soit, Howard Levy peut être considéré comme l'initiateur de cette technique, même si de nombreux autres joueurs ont pu, seuls de leur côté, et bien avant lui, en développer l'usage.

#### Principe
L'overbending, comme son nom l'indique, est un bending "vers le haut", qui monte au lieu de descendre à la différence des "bendings" ou altérations "classiques". Dans les 6 premiers trous, l'overbending se fait en soufflant, c'est un overblow. Dans les 4 derniers, il se fait en aspirant : c'est un overdraw. On utilise le terme overblowing de manière générique pour désigner cette technique que l'on souffle ou que l'on aspire.

On appelle overnotes les notes obtenues par la technique de l'overbending.

La technique d'obtention est quasi similaire à celle de l'altération simple. Il faut garder la même position de langue et inverser le flux d'air. 

Concrètement, l'overblowing bloque la lamelle qui devrait théoriquement vibrer (soufflée pour un overblow, aspirée pour un overdraw) et déclenche la lamelle opposée qu'elle fait monter d'un ou de plusieurs demi-tons. Un overblow sur le trou 1 (harmonica en Do) bloque le Do soufflé et fait monter le Ré aspiré d'un demi-ton, jusqu'au Mib (ou Ré#). Au contraire un overdraw dans l'aigu agit sur la lamelle soufflée qu'il fait monter d'un demi-ton : le Do soufflé devient Réb grâce à l'overdraw.
Overnotes d'un harmonica diatonique en C (do)

| notes soufflées | Overblow       | 1/2 ton        | ré | sol | do  | ré | fa | la  |    |    |     |    |
| notes soufflées | normales       | normales       | do | mi  | sol | do | mi | sol | do | mi | sol | do |
| numéro du trou  | numéro du trou | numéro du trou | 1  | 2   | 3   | 4  | 5  | 6   | 7  | 8  | 9   | 10 |
| notes aspirées  | normales       | normales       | ré | sol | si  | ré | fa | la  | si | ré | fa  | la |
| notes aspirées  | Overdraw       | 1/2 ton        |    |     |     |    |    |     | do | fa | sol | do |

Les overnotes des trous 2, 3 et 8 sont des doublons du 3 altéré 2x, du 4 soufflé et du 9 aspiré

Bien que déjà présentes, ces notes peuvent être utiles dans certains enchaînements pour faciliter ou homogénéiser le phrasé
L'overblowing est souvent considéré à tort comme l'une des techniques les plus difficiles à maîtriser dans la pratique de l'harmonica diatonique. En réalité, une bonne technique d'altération standard permet de déclencher les overnotes et l'overblowing n'est jamais qu'une extension de celle-ci. On la considère à tort comme une technique étrangère nécessitant un apprentissage en soi. Cela dit, les overbendings sont, dans la pratique, un peu plus capricieux que les altérations et ils nécessitent une technique assez fine et précise.

#### Réglage pour les overblows
Bien que l'on puisse tout à fait produire certaines overnotes sans y recourir, un réglage dit "de confort" s'avère souvent indispensable pour l'overbending. Par ailleurs, celui-ci peut contribuer à améliorer significativement le rendu des autres notes et à optimiser la réponse des anches d'un trou à l'autre de l'harmonica. De manière générale, le réglage d'un harmonica diatonique acheté en magasin est une étape conseillée même pour un joueur qui ne souhaite pas pratiquer les overblows car il résout nombre de problèmes, que le joueur impute à sa technique alors qu'ils proviennent de certaines anches (désaxées, écartées…).
La difficulté à produire des overnotes provient des réglages d'usine souvent aléatoires des instruments et principalement de l'écartement trop prononcé des anches censé convenir à un jeu de débutant (c'est du moins l'argument invoqué par les constructeurs). En réalité, ce préréglage « générique » accentue les pertes d'air au risque de modifier le timbre des notes et de rendre difficile la production de certaines altérations. Par extension, il rend la production des overnotes quasi impossible dans certains cas.
Pour y remédier, le joueur devra donc ouvrir les capots de son harmonica et régler l'écartement de ses anches au plus près des plaques en veillant à ne pas bloquer la production des notes soufflées et aspirées standard. Dans le registre plus aigu de l'instrument, les overnotes ont souvent tendance à crisser et un apport ponctuel de matière à la base de l'anche opposée (soufflée pour les overblows ou aspirée pour les overdraws), des gouttes de vernis ou de la cire, peut s'avérer nécessaire pour stabiliser la lamelle et éliminer son bruit.
Pour faciliter l'overblowing, de nombreux joueurs utilisent également des harmonicas au réglage affiné, qu'il s’agisse d'harmonicas de luthiers spécialement réglés ou de modèles fabriqués en série avec un préréglage censé améliorer la production des overnotes.

#### Polémique et apports
Certains joueurs traditionalistes réfutent l'utilité des overblows (ou celle des altérations valvées) en arguant la préexistence de l'harmonica chromatique pour cet usage (le modèle à valves et à tirette). Néanmoins la "chromatisation" du diatonique n'est pas qu'une reproduction de l'harmonica chromatique car elle conserve une possibilité de bendings multiples que l'harmonica chromatique ne permet pas et sa sonorité est sensiblement différente (en raison des valves et du mode d'accordage). En outre, l'overblowing ouvre de vastes possibilités musicales en termes de jeu et de phrasé.

Les overnotes permettent d'atteindre les notes manquantes mais aussi des notes en doublon qui ouvrent de nouveaux "chemins" de phrasé. le joueur n'a pas à inverser le flux d'air (soufflé aspiré ou aspiré soufflé) pour produire deux notes adjacentes, il peut jouer à la place un overblow (un peu à la manière de la note doublon naturelle de la première octave du 2 aspiré et 3 soufflé, utilisé dans tel ou tel enchaînement pour lier le phrasé).

Un joueur très expérimenté peut produire plusieurs overnotes sur le même trou. Sur le trou 4 d'un harmonica en Do, il pourra monter jusqu'au Mib mais également jusqu'au Mi naturel et dans une certaine mesure au-delà (Fa, Fa#…). Outre les possibilités accrues d'enchaînements déjà citées, le joueur peut multiplier les glissandos en bends multiples ascendants. Enfin, sur le dernier trou (le 10), l'utilisation des overnotes augmente la tessiture de l'instrument d'un ton (le Do soufflé de la dernière octave (harmonica en Do) pourra monter jusqu'au Ré supérieur).

#### Une nouvelle école d'harmonicistes
Au XXIe siècle, de plus en plus d'harmonicistes autrefois cantonnés à un panel restreint de genres musicaux, tentent de s'orienter vers cette technique. Certains, de par une virtuosité et musicalité rares sur leur instrument devenu complètement chromatique, réussissent à exploiter le langage bebop ; citons pour exemple les français Sébastien Charlier et David Herzhaft, le Brésilien Otavio Castro etc.
Les overblowers font partie de cette "nouvelle" école d'harmonicistes désireux d'aller plus loin et d'exprimer des mélodies sophistiquées sur l'harmonica, le débarrassant ainsi de certains stéréotypes country, blues et folkloriques ou des limitations de certains "plans" musicaux répétés à l'envi faute de nouvelles possibilités musicales.

En particulier, les overbends permettent à certains harmonicistes de jouer plusieurs tonalités de morceaux sur un même harmonica, comme c'est le cas pour la plupart des autres instruments.